# Nikos Skalkottas
Nikos Skalkottas (griechisch Νίκος Σκαλκώτας Níkos Skalkótas, * 21. März 1904 in Chalkida; † 19. September 1949 in Athen) war ein griechischer Komponist. Neben Dimitri Mitropoulos gilt er als bedeutendster Vertreter der frühen Neuen Musik in Griechenland.

## Leben

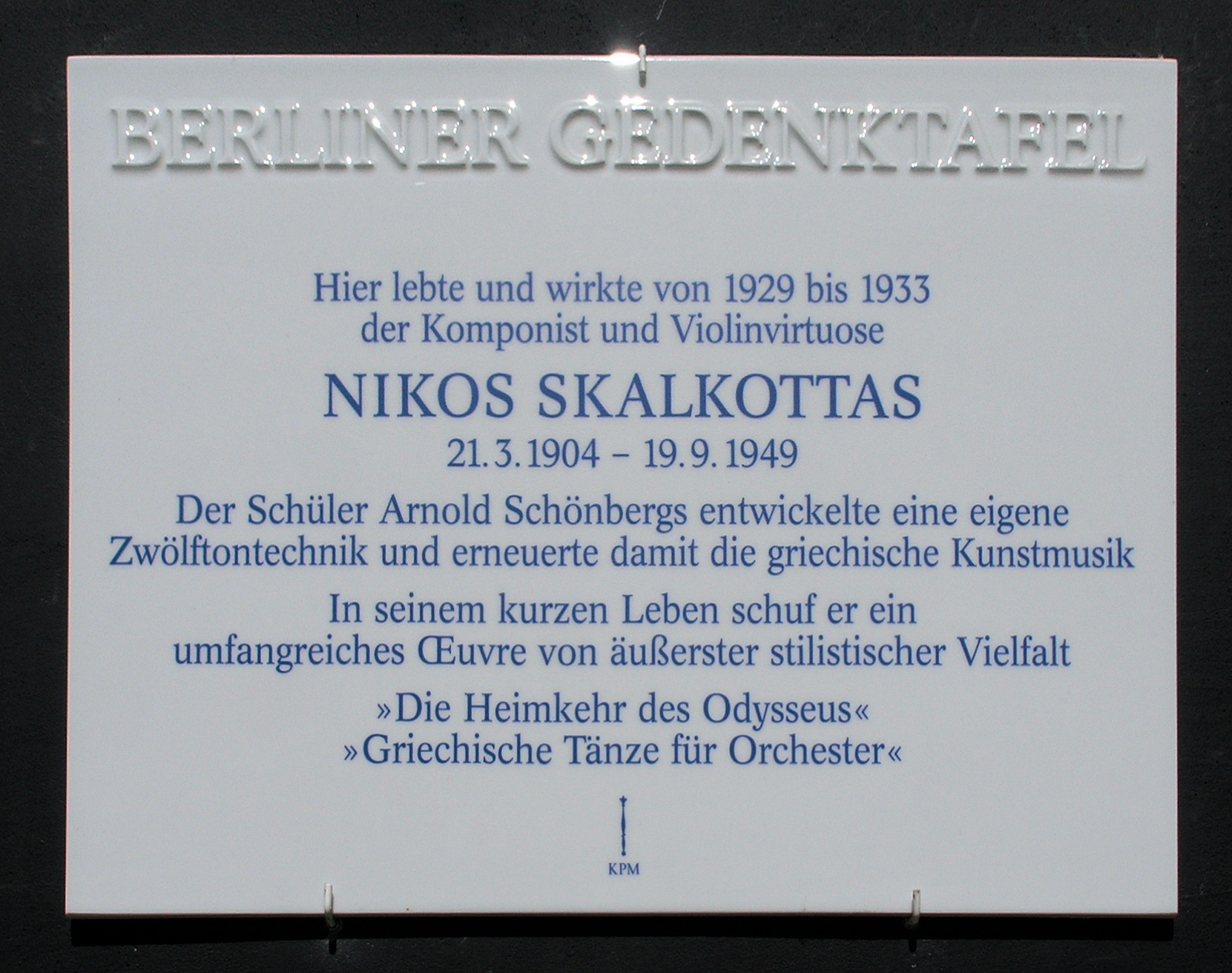
Gedenktafel am Haus Nürnberger Straße 19, in Berlin-Charlottenburg

Skalkottas stammte aus einer Musikerfamilie. Die väterliche Linie stammte ursprünglich aus Tinos: Ein Urgroßvater Alekos soll Volksmusiker gewesen sein und Geige sowie Laouto gespielt haben. Der Großvater Nikos zog als Marmorbildhauer durch Griechenland und wurde schließlich in Chalkida ansässig, wo Skalkottas’ Vater Alekos und sein Onkel Dimitris professionelle Musiker waren, Instrumentalunterricht erteilten und viele unterschiedliche Instrumente, unter anderem in Blaskapellen, spielten. Beide waren wahrscheinlich auch seine ersten Violin-Lehrer. Wegen der Begabung des jungen Nikos, wahrscheinlich aber auch wegen der besseren Arbeitsmöglichkeiten für Vater und Onkel übersiedelte die Familie zwischen 1906 und 1911 nach Athen, wo der junge Musiker 1914 am Athener Konservatorium (griechisch Ωδείο Odio) aufgenommen wurde. Dort genoss er neben dem Violinstudium bei Tony Schultze eine umfassende musikalische Grundausbildung. Hier galt er früh als einer der besonders talentierten Schüler; spätestens 1917 ist sein erster öffentlicher Auftritt als Geiger nachgewiesen. Als Geiger im Orchester der Schule lernte er das symphonische Repertoire seiner Zeit umfassend kennen. 1920 ist eine Begegnung mit Camille Saint-Saëns überliefert, der damals Athen besuchte. Sein Diplom bestand er im selben Jahr mit Auszeichnung in sämtlichen Fächern. Daraufhin ermöglichte ihm ein Stipendium ein weiterführendes Studium im Ausland.
Skalkottas entschied sich für Berlin, wo er im Herbst 1921 eintraf. Er nahm zunächst privaten Violinunterricht bei Willy Heß. Im April 1922 trat er in dessen Meisterklasse an der Hochschule für Musik ein. Als Lehrer für Musiktheorie werden Robert Kahn und Paul Juon genannt, die beide damals an der Hochschule unterrichteten. Sein Geigenstudium beendete Skalkottas mit dem Ende seines Athener Stipendiums im Juni 1924. Wohl schon zu dieser Zeit war sein Entschluss gereift, eine Virtuosen-Karriere aufzugeben und sich der Komposition zu widmen. Sehr wahrscheinlich nahm er zwischen 1923 und 1926 Unterricht bei Kurt Weill, sicher von 1925 bis 1927 bei dessen Lehrer Philipp Jarnach. Diese Privatstudien finanzierte er durch Auftritte als Geiger, Pianist oder Dirigent, meist von Unterhaltungsmusik, in Kaffeehäusern und Stummfilmkinos, später als Instrumentator bei der Schallplattenfirma Odeon. Angebote für eine Stelle am Athener Odio und eine Orchesterstelle im Athener Orchester schlug er aus. Erst 1928 verbesserte sich seine finanzielle Lage durch ein Privatstipendium von Manolis Benakis.
Im Oktober 1927 trat Skalkottas in die Meisterklasse Arnold Schönbergs an der Preußischen Akademie der Künste ein, wo er bis zu seiner Rückkehr nach Athen im Jahr 1933 blieb. Viele Aufzeichnungen belegen die außerordentliche Wertschätzung Schönbergs für seinen Schüler, umgekehrt wird von Skalkottas berichtet, dass er in Schönberg den entscheidenden Einfluss auf sein künstlerisches Wirken sah. Kompositionen Skalkottas’ wurden – auch mit seiner Mitwirkung – häufig in den Konzerten der Akademie aufgeführt. Im Winter 1930/31 verbrachte er fünf Monate in Athen, wo er eigene Werke dirigierte und seine Kammermusik zur Aufführung kam. Außerdem schrieb er Artikel und Kritiken für die Athener Zeitschrift Mousiki Zoi (Μουσική Ζωή). Trotz dieser relativ bedeutenden künstlerischen Erfolge blieb Skalkottas’ finanzielle Lage prekär, auch das Stipendium endete 1931. Ab diesem Zeitpunkt berichten die Biografen von einem „Abgleiten“ des bislang als gesellig und fröhlich geltenden Komponisten „in die Depression“. In dieser Zeit wurde seine Teilnahme an der Meisterklasse lockerer und seine Beziehung zu Mathilde Temko ging in die Brüche. Mühsam ließ er sich überreden, im März 1933 zu seiner Familie nach Athen zurückzukehren. Die meisten seiner Aufzeichnungen ließ Skalkottas in Berlin zurück, wo sie teils verlorengingen. Offenbar plante er zeitlebens eine Rückkehr nach Berlin.
In Athen wurde er Geiger am zweiten Pult der Violinen im Staatsorchester Athen. Fast ohne zu veröffentlichen, komponierte er eine Vielzahl an Werken, die erst nach seinem Tod 1949 nach und nach ans Licht der Öffentlichkeit traten.

### Familie
Skalkottas war in erster Ehe mit der Geigerin Mathilde Temko verheiratet. Nach der Trennung 1931 ließ seine Frau sich mit ihrer Tochter Artemis in Stockholm nieder. Seine Enkelinnen Anna und Eva Lindal sind Geigerinnen. 1943 lernte er die Pianistin Maria Pangali kennen. Sein zweiter Sohn aus dieser Ehe, Nikolaos Skalkotas (1949–2020), war ein bekannter griechischer Schachspieler im Range eines Internationalen Meisters; er wurde 1982 griechischer Meister und vertrat sein Land neunmal bei Schacholympiaden.

## Werk
Skalkottas’ Werke, die sich stilistisch keiner musikalischen Richtung des 20. Jahrhunderts zuordnen lassen, blieben zu seinen Lebzeiten praktisch unbekannt und werden erst in jüngerer Zeit vermehrt aufgeführt. Er komponierte eine Bläsersinfonie und eine Sinfonietta, eine Ouvertüre, zwei Suiten, griechische Tänze für Orchester, drei Klavier-, ein Cello- und ein Violinkonzert, ein Konzert für zwei Violinen, ein Doppelkonzert für Violine und Bratsche, kammermusikalische Werke, Klavierstücke und Lieder.

### Werkliste
- Griechische Tänze für Streicher, 1936
- Das Mädchen und der Tod, Ballettsuite, 1938
- Die Heimkehr des Odysseus, Sinfonie, 1942
- Largo sinfonico, 1944
- Ouverture concertante, 1944–45
- Maienzauber-Suite, 1944–49
- Thalassa (Die See), Ballettsuite, 1948–49
- Kammermusik
  - Oktett für Flöte, Oboe, Klarinette, Fagott und Streichquartett A/K 30 (1931)
  - Streichquartette
    - Streichquartett Nr. 1 A/K 32 (1928)
    - Streichquartett Nr. 2  A/K 33 (1929)
    - Streichquartett Nr. 3  A/K 34 (1935)
    - Streichquartett Nr. 4  A/K 35 (1940)
    - 9 griechische Tänze für Streichquartett A/K 37 (1938–1947)
    - Gero Dimos für Streichquartett A/K 37a (1939)
    - 10 kleine Skizzen für Streichquartett A/K 38 (1938–1947)

  - Quartette und Trios
    - Scherzo für Klavier, Violine, Viola, Violoncello A/K 39 (1939?)
    - Quartett für Klavier, Oboe, Fagott und Trompete Nr. 1 A/K 40 (1940–42)
    - Quartett für  Klavier, Oboe, Fagott und Trompete Nr. 2 A/K 40a (1940–42)
    - Streichtrio Nr. 2 A/K 41(1935)
    - Klaviertrio A/K 42 (1936)
    - 8 Variationen über ein griechisches Volkslied für Klaviertrio A/K 43 (1938)

  - Duos für Streicher
    - Duo für Violine und Violoncello A/K 44 (1946/47)
    - Duo für Violine und Viola A/K 45 (1938)

  - Werke für Violine und Klavier
    - Sonatine Nr. 2 A/K 47 (1929)
    - Sonatine Nr. 3 A/K 48 (1935)
    - Sonatine Nr. 4 A/K 49 (1935)
    - Sonate A/K 50 (1939–1940)
    - Kleine Suite Nr. 1 A/K 51 (1946)
    - Kleine Suite Nr. 2 A/K 52 (1949)
    - March der kleinen Soldaten A/K 53 (1937/38)
    - Rondo A/K 54 (1937/38)
    - Nocturne A/K 55 (1937/38)
    - Kleiner Choral und Fuge A/K 56 (1937/38)
    - Gavotte A/K 57 (1939)
    - Scherzo und Menuetto Cantato A/K 58 (1939/40)
    - 6 griechische Tänze A/K 59 (1940–1947)
    - 3 griechische Volkslieder A/K 60 (1945/46)

  - Werke für Violoncello und Klavier
    - Sonatine A/K 62 (1949)
    - Bolero A/K 63 (1945)
    - Kleine Serenade A/K 64 (1945)
    - Zarte Melodie A/K 65 (1949)
    - Largo A/K 66 (1941/42)

  - Werke für Klavier und Bläser
    - Sonata Concertante für Fagott und Klavier A/K 67 (1943)
    - Concertino für Trompete und Klavier A/K 68 (1940–1942)
    - Concertino für Oboe und Klavier A/K 28 (1939)

  - Solowerke
    - Sonate für Violine solo A/K 69 (1925)
    - Echo, kleines Tanzstück für Harfe A/K 77b (?)